# Koen Bouwman
Koen Bouwman (ur. 2 grudnia 1993 w Ulft) – holenderski kolarz szosowy.

## Osiągnięcia
Opracowano na podstawie:

2015
- 1. miejsce w klasyfikacji górskiej Tour de Normandie
- 1. miejsce na 5. etapie Giro Ciclistico della Valle d'Aosta Mont Blanc

2017
- 1. miejsce w klasyfikacji górskiej Critérium du Dauphiné
  - 1. miejsce na 3. etapie

2018
- 3. miejsce w Hammer Limburg (drużynowo)
- 1. miejsce na 5. etapie Tour of Britain (jazda drużynowa na czas)

2019
- 1. miejsce na 1. etapie UAE Tour (jazda drużynowa na czas)
- 2. miejsce w Hammer Limburg (drużynowo)
- 1. miejsce w mistrzostwach Europy (mieszana jazda drużynowa na czas)
- 1. miejsce w mistrzostwach świata (mieszana jazda drużynowa na czas)

2020
- 1. miejsce w klasyfikacji górskiej Czech Cycling Tour

2021
- 3. miejsce w mistrzostwach Holandii (jazda indywidualna na czas)
- 3. miejsce w mistrzostwach Europy (mieszana jazda drużynowa na czas)
- 2. miejsce w mistrzostwach świata (mieszana jazda drużynowa na czas)

2022
- 1. miejsce w klasyfikacji górskiej Giro d’Italia
  - 1. miejsce na 7. i 19. etapie
- 3. miejsce w Okolo Slovenska
  - 1. miejsce na 3. etapie

## Rankingi
| Rok              | 2014 | 2015 | 2016  | 2017  | 2018 | 2019 | 2020 | 2021 | 2022 | 2023 | 2024 |
| ---------------- | ---- | ---- | ----- | ----- | ---- | ---- | ---- | ---- | ---- | ---- | ---- |
| UCI World Tour   |      |      | -     | 198.  | 275. |      |      |      |      |      |      |
| World Ranking    |      |      | 1561. | 697.  | 446. | 374. | 571. | 205. | 167. | 421. | 422. |
| UCI Europe Tour  | 507. | 549. | 1593. | 1359. | 346. | 301. | 466. | 177. | 137. | -    | -    |
| UCI Asia Tour    | -    | -    | -     | 477.  | -    |      |      |      |      |      |      |
| UCI America Tour | -    | -    | -     | -     | 360. |      |      |      |      |      |      |
|                  |      |      |       |       |      |      |      |      |      |      |      |
| Źródło: UCI      |      |      |       |       |      |      |      |      |      |      |      |